# 南京！南京！
《南京！南京！》（英語：City of Life and Death，意为“生与死的城市”）是中國大陸导演陆川執导的一部以南京大屠杀为题材的电影，于2007年10月27日开始拍摄，并于2009年4月22日在中国大陆上映。2009年在西班牙圣塞巴斯蒂安电影节獲得金貝殼獎。

## 剧情
電影的故事发生于1937年，时值抗日战争發生不滿半年，南京保卫战剛结束，日军攻陷了中国首都南京，随后便发生了南京大屠杀。在六週内，至少三十萬中国士兵和平民遭到日军屠杀。
电影描绘了发生在几名主角身上的故事。电影的主角包括一名中国士兵、一名日本士兵、一名教师、德國商人约翰·拉贝及其中国秘书。

## 主要演员
| 演員         | 角色      |
| 刘烨         | 陸劍雄    |
| 高圆圆       | 姜淑雲    |
| 范伟         | 唐天祥    |
| 中泉英雄     | 角川正雄  |
| 秦岚         | 唐周氏    |
| 江一燕       | 江香君    |
| 姚笛         | 周曉梅    |
| 宫本裕子     | 百合子    |
| 木幡龍       | 伊田修    |
| 劉斌         | 小豆子    |
| John Paisley | 約翰·拉貝 |

## 片名含义
該片導演陆川表示“‘南京！南京！’实际上是一句军事口令，其类似于太平洋战争期间日军奇袭珍珠港的‘虎！虎！虎！’”。 “南京，南京！”是侵华日军作战指挥部下达进攻南京的指令。“以其作為片名，可以使观众感受到影片的力度”。

## 制作
在《南京！南京！》中有许多上万人的大场面，如南京保卫战的场景，反映4万人被屠杀的场面等。導演陆川說，“我希望能够拍出一部真正像样的中国战争灾难片，而且所有的服装道具都要求逼真，每样东西必须有出处”。影片在南京、天津、四川、长春几地拍摄，为了真实再现1937年在南京所发生的悲惨场景，剧组在四川重新建造一个当年的南京城，占地达到1500亩，包括当年南京城的城墙、护城河、总统府、街道等所有影片所要拍摄的景点。

## 評價及争议
导演陆川认为，要让世界认真反思南京大屠杀，就必须把日本人作为“人”描述，而不能采用一贯的妖魔化、符号化的做法。这部影片得到中华人民共和国外交部明确认可，陆川认为反映了中国已经能够以被世界认同的、宽容的姿态审视历史。
因为最后虚构的祭祀场面壮观，并且特地从东京邀请了两名日本专业鼓手击鼓，陆川甚至被指责为“汉奸”。對此，他解釋自己反映出了日本文化中能够让个人变得疯狂去“做出一些非常可怕的事情”的元素。
在影片叙事和时间逻辑、以及内容上，也引来批评和质疑之声。北京電影學院教授崔卫平认为，《南京！南京！》前言不搭后语、叙事逻辑混乱，对于入侵者和汉奸的处理上也只不过是“给罪恶华丽转身，给为人不齿者披上人性外衣”。同一時期的大陸部分嚴肅媒體編輯，如《南方周末》編輯長平和《鳳凰周刊》主筆黃章晉也對該影片抱有負面評價。
凱特·繆爾在《泰晤士報》的影評給本片滿分五顆星，將本片描述為“悲慘，令人震驚和灼熱的情緒”，並指出“畫面有經典作品的宏偉”。《華盛頓郵報》的影評在四顆星中給本片三顆星，描述本片是“充滿張力、令人不舒服的電影，由抓住眼球的影像和大大小小的暗示姿態交織而成”。本片在英文網站爛番茄47條點評中獲得91%的支持率，平均評分8.4/10。

## 獎項
| 獎項         | 名字   | 結果 |
| ------------ | ------ | ---- |
| 最佳攝影     | 曹郁   | 獲獎 |
| 最佳視覺效果 | 馬永安 | 提名 |

| 獎項     | 結果 |
| -------- | ---- |
| 最佳導演 | 獲獎 |
| 最佳攝影 | 獲獎 |

| 獎項       | 結果 |
| ---------- | ---- |
| 最佳外语片 | 獲獎 |

## 相关作品
- 纪录片《南京》（2007年）
- 《拉貝日記》（2009年4月同期電影，此片於日本被各大院线抵制。未能上映）[13][14]